# 분사 (지질학)

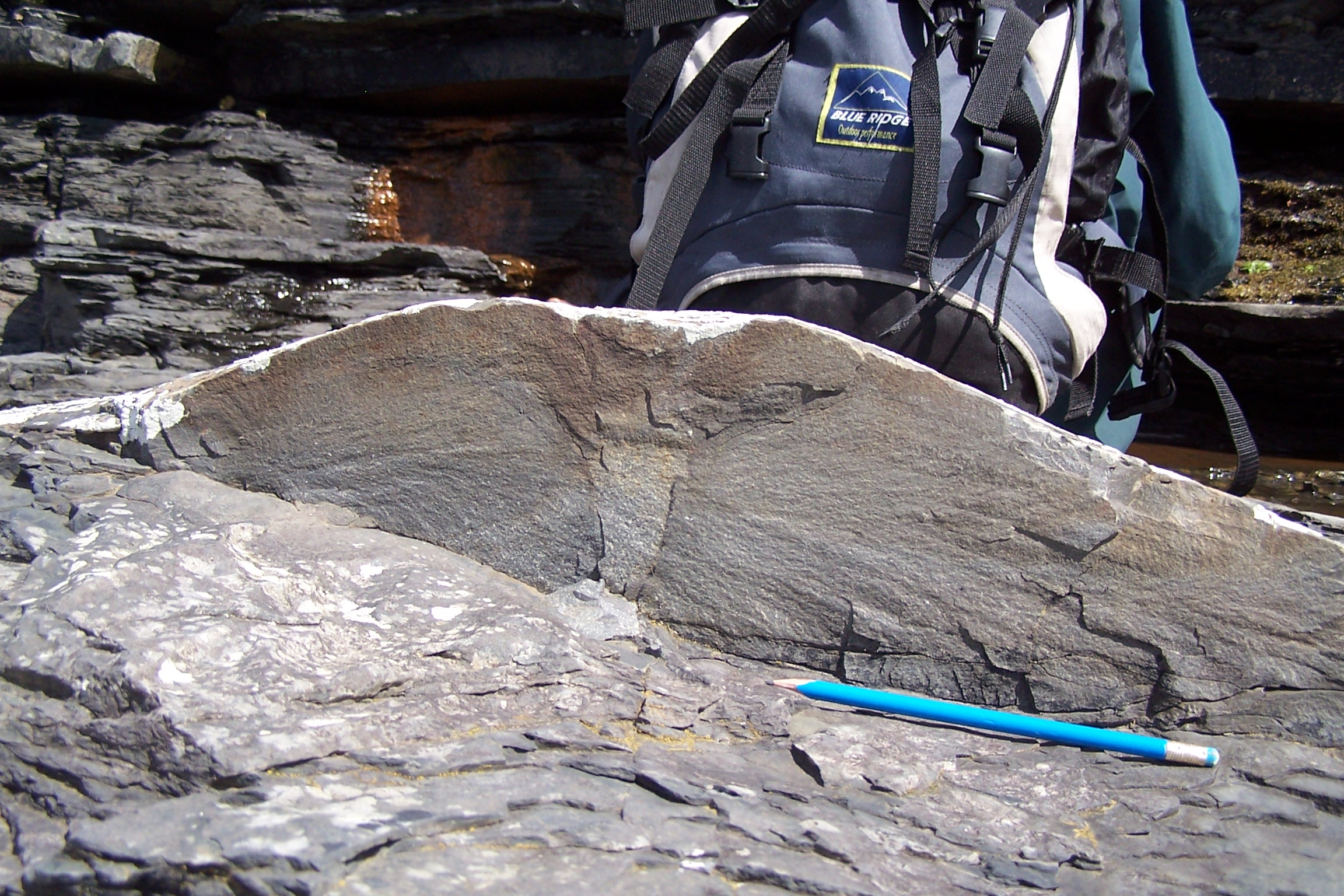
아일랜드 카운티 클레어에 있는 분사의 횡단면

분사(噴砂, sand volcano, sand blow)는 강한 지진 등으로 인해 지반이 액상화 현상을 일으켜 땅속에서 모래와 지하수가 분출되는 현상을 말한다.

## 같이 보기
- 파이핑